# Camillo Walzel
Camillo Walzel, född 11 februari 1829 i Magdeburg, död 17 mars 1895 i Wien, var en österrikisk kompositör och librettoförfattare. Bland annat skrev han tillsammans med Richard Genée librettot till Franz von Suppés operett Boccaccio. Han har även varit verksam under pseudonymen Friedrich Zell.